# Snowboard-Europacup 2015/16
Der Snowboard-Europacup 2015/16 war eine von der FIS organisierte Wettkampfserie, die zum Unterbau des Snowboard-Weltcups 2015/16 gehörte. Sie begann am 15. Oktober 2015 in Landgraaf und endete am 22. April 2016 in Sils.

## Männer

### Podestplätze Männer
| Datum             | Austragungsort    | Disz.                 | Sieger              | Zweiter             | Dritter              |
| ----------------- | ----------------- | --------------------- | ------------------- | ------------------- | -------------------- |
| 15. Oktober 2015  | Landgraaf         | Parallelslalom        | Alexander Payer     | Radoslaw Jankow     | Andrei Sobolew       |
| 16. Oktober 2015  | Landgraaf         | Parallelslalom        | Andrei Sobolew      | Lukas Mathies       | Sebastian Kislinger  |
| 4. November 2015  | Landgraaf         | Slopestyle            | Niek van der Velden | Kalle Järvilehto    | Tuomas Pohjonen      |
| 5. November 2015  | Landgraaf         | Slopestyle            | Ville Paumola       | Emiliano Lauzi      | Erik Bastiaansen     |
| 25. November 2015 | Pitztal           | Snowboardcross        | Hanno Douschan      | Lucas Eguibar       | Nick Baumgartner     |
| 26. November 2015 | Pitztal           | Snowboardcross        | Hanno Douschan      | Alessandro Hämmerle | Lukas Pachner        |
| 5. Dezember 2015  | Hochfügen         | Parallel-Riesenslalom | Radoslaw Jankow     | Andreas Prommegger  | Nevin Galmarini      |
| 6. Dezember 2015  | Hochfügen         | Parallel-Riesenslalom | Radoslaw Jankow     | Andrei Sobolew      | Alexander Payer      |
| 16. Januar 2016   | Davos             | Big Air               | Emiliano Lauzi      | Loris Framarin      | Nicola Dioli         |
| 26. Januar 2016   | Frankreich        | Slopestyle            | Markus Olimstad     | Nicholas Bridgman   | Alberto Maffei       |
| 27. Januar 2016   | Frankreich        | Slopestyle            | Stian Kleivdal      | Emiliano Lauzi      | Titouan Bartet       |
| 29. Januar 2016   | Stara Płanina     | Parallelslalom        | Dmitri Sarsembajew  | Dmitri Loginow      | Daniele Bagozza      |
| 30. Januar 2016   | Stara Płanina     | Parallel-Riesenslalom | Dmitri Sarsembajew  | David Müller        | Dmitri Karlagatschew |
| 30. Januar 2016   | Grasgehren        | Snowboardcross        | Tommaso Leoni       | Michael Hämmerle    | Julian Lüftner       |
| 20. Februar 2016  | Lenzerheide       | Parallelslalom        | Edwin Coratti       | Dario Caviezel      | Rok Marguč           |
| 21. Februar 2016  | Lenzerheide       | Parallelslalom        | Stefan Baumeister   | Edwin Coratti       | Nevin Galmarini      |
| 20. Februar 2016  | Seiser Alm        | Slopestyle            | Nicola Dioli        | Marco Grigis        | Emiliano Lauzi       |
| 21. Februar 2016  | Seiser Alm        | Slopestyle            | Aleix Lopez         | Matias Schmitt      | Sacha Moretti        |
| 23. Februar 2016  | Davos             | Halfpipe              | Nikita Awtanejew    | Max Kralj Kos       | Tit Štante           |
| 24. Februar 2016  | Davos             | Halfpipe              | Elias Allenspach    | Andre Höflich       | Nikita Awtanejew     |
| 8. März 2016      | Kopaonik          | Slopestyle            | Emiliano Lauzi      | Alberto Maffei      | Toms Petrusevičs     |
| 9. März 2016      | Kopaonik          | Big Air               | Clemens Millauer    | Julian Maschl       | Simeon Mitrew        |
| 12. März 2016     | Puy-Saint-Vincent | Snowboardcross        | Hanno Douschan      | Tommaso Leoni       | Kalle Koblet         |
| 13. März 2016     | Puy-Saint-Vincent | Snowboardcross        | Hanno Douschan      | Julian Lüftner      | Kalle Koblet         |
| 18. März 2016     | Lenk              | Snowboardcross        | David Pickl         | Andriej Anisimow    | Geza Kinda           |
| 19. März 2016     | Lenk              | Snowboardcross        | Jakob Dusek         | Matija Mihič        | Adam Lambert         |
| 19. März 2016     | Gerlitzen         | Parallel-Riesenslalom | Rok Marguč          | Benjamin Karl       | Sylvain Dufour       |
| 20. März 2016     | Gerlitzen         | Parallel-Riesenslalom | Rok Marguč          | Lee Sang-ho         | Sylvain Dufour       |
| 23. März 2016     | Rogla             | Parallel-Riesenslalom | Mirko Felicetti     | Rok Marguč          | Lee Sang-ho          |
| 24. März 2016     | Rogla             | Parallelslalom        | Alexander Payer     | Mirko Felicetti     | Stefan Baumeister    |
| 24. März 2016     | Rogla             | Slopestyle            | Toms Petrusevičs    | Jose Antonio Aragon | Petar Gioszarkow     |
| 26. März 2016     | Ratschings        | Parallelslalom        | Lee Sang-ho         | Mirko Felicetti     | Sebastian Kislinger  |
| 27. März 2016     | Ratschings        | Parallelslalom        | Arvid Auner         | Lee Sang-ho         | Tim Mastnak          |
| 2. April 2016     | Jasná             | Slopestyle            | Alberto Maffei      | Nicola Liviero      | Toms Petrusevičs     |
| 3. April 2016     | Jasná             | Slopestyle            | Petr Horák          | Toms Petrusevičs    | Alberto Maffei       |
| 8. April 2016     | Bad Gastein       | Snowboardcross        | Lukas Pachner       | Hanno Douschan      | Gian von Graffenried |
| 9. April 2016     | Bad Gastein       | Snowboardcross        | Lukas Pachner       | Jakob Dusek         | Tommaso Leoni        |
| 20. April 2016    | Sils              | Slopestyle            | Boris Mouton        | Moritz Thönen       | Isak Ulstein         |
| 22. April 2016    | Sils              | Big Air               | Jonas Bösinger      | Dario Burch         | Alberto Maffei       |

### Gesamtwertungen Männer
| Rang | Name               | Punkte  |
| ---- | ------------------ | ------- |
| 1    | Lee Sang-ho        | 2625    |
| 2    | Rok Marguč         | 2570    |
| 3    | Alexander Payer    | 2500    |
| 4    | Dmitri Sarsembajew | 2407,55 |
| 5    | Stefan Baumeister  | 2265    |
| 6    | Mirko Felicetti    | 1695    |
| 7    | Edwin Coratti      | 1480    |
| 8    | Andrei Sobolew     | 1425    |
| 9    | Radoslaw Jankow    | 1407,75 |
| 10   | David Müller       | 1286    |

| Rang | Name               | Punkte |
| ---- | ------------------ | ------ |
| 1    | Rok Marguč         | 1680   |
| 2    | Lee Sang-ho        | 1070   |
| 3    | Dmitri Sarsembajew | 1041   |
| 4    | Radoslaw Jankow    | 1000   |
| 5    | Alexander Payer    | 945    |
| 6    | Masaki Shiba       | 745    |
| 7    | Stefan Baumeister  | 735    |
| 8    | Andreas Prommegger | 650    |
| 9    | Andrei Sobolew     | 650    |
| 10   | Patrick Bussler    | 625    |

| Rang | Name               | Punkte  |
| ---- | ------------------ | ------- |
| 1    | Alexander Payer    | 1555    |
| 2    | Lee Sang-ho        | 1555    |
| 3    | Stefan Baumeister  | 1530    |
| 4    | Dmitri Sarsembajew | 1366,55 |
| 5    | Alexander Payer    | 1195    |
| 6    | Edwin Coratti      | 1110    |
| 7    | Dario Caviezel     | 958     |
| 8    | Rok Marguč         | 890     |
| 9    | Tim Mastnak        | 835     |
| 10   | Dmitri Loginow     | 828,8   |

| Rang | Name                 | Punkte  |
| ---- | -------------------- | ------- |
| 1    | Hanno Douschan       | 2470    |
| 2    | Tommaso Leoni        | 1570    |
| 3    | Lukas Pachner        | 1527,3  |
| 4    | Julian Lüftner       | 1490    |
| 5    | Jakob Dusek          | 1342    |
| 6    | Kalle Koblet         | 1200,25 |
| 7    | David Pickl          | 1106    |
| 8    | Gian von Graffenried | 933,35  |
| 9    | Guilhem Apilli       | 848,05  |
| 10   | Geza Kinda           | 793,55  |

| Rang | Name             | Punkte |
| ---- | ---------------- | ------ |
| 1    | Nikita Awtanejew | 800    |
| 2    | Elias Allenspach | 725    |
| 3    | Max Kralj Kos    | 580    |
| 4    | Tit Štante       | 550    |
| 5    | André Höflich    | 530    |
| 6    | Filip Kavcic     | 425    |
| 7    | Victor Ivanov    | 345    |
| 8    | Menduri Stecher  | 340    |
| 9    | Lars Popp        | 265    |
| 10   | Jonas Junker     | 225    |

| Rang | Name                | Punkte |
| ---- | ------------------- | ------ |
| 1    | Emiliano Lauzi      | 2425   |
| 2    | Alberto Maffei      | 2385   |
| 3    | Toms Petrusevics    | 1955   |
| 4    | Nicola Liviero      | 1533,9 |
| 5    | Aleix Lopez         | 967,5  |
| 6    | Loris Framarin      | 855    |
| 7    | Sacha Moretti       | 780    |
| 8    | Nicholas Bridgman   | 770    |
| 9    | Dušan Kříž          | 742,55 |
| 10   | Niek van der Velden | 700    |

| Rang | Name             | Punkte |
| ---- | ---------------- | ------ |
| 1    | Emiliano Lauzi   | 825    |
| 2    | Alberto Maffei   | 750    |
| 3    | Clemens Millauer | 660    |
| 4    | Loris Framarin   | 545    |
| 5    | Jonas Boesiger   | 500    |
| 6    | Joel Staub       | 430    |
| 7    | Julian Maschl    | 420    |
| 8    | Dario Burch      | 400    |
| 9    | Nicola Dioli     | 300    |
| 9    | Simeon Mitrev    | 300    |

## Frauen

### Podestplätze Frauen
| Datum             | Austragungsort    | Disz.                 | Sieger                   | Zweiter                | Dritter                    |
| ----------------- | ----------------- | --------------------- | ------------------------ | ---------------------- | -------------------------- |
| 15. Oktober 2015  | Landgraaf         | Parallelslalom        | Nadya Ochner             | Julie Zogg             | Ina Meschik                |
| 16. Oktober 2015  | Landgraaf         | Parallelslalom        | Nadya Ochner             | Patrizia Kummer        | Marion Kreiner             |
| 4. November 2015  | Landgraaf         | Slopestyle            | Silvia Mittermüller      | Sofja Fjodorowa        | Klára Janíková             |
| 5. November 2015  | Landgraaf         | Slopestyle            | Sofja Fjodorowa          | Silvia Mittermüller    | Klára Janíková             |
| 25. November 2015 | Pitztal           | Snowboardcross        | Eva Samková              | Zoe Bergermann         | Maria Ramberger            |
| 26. November 2015 | Pitztal           | Snowboardcross        | Maria Ramberger          | Faye Gulini            | Francesca Gallina          |
| 5. Dezember 2015  | Hochfügen         | Parallel-Riesenslalom | Selina Jörg              | Julie Zogg             | Ina Meschik                |
| 6. Dezember 2015  | Hochfügen         | Parallel-Riesenslalom | Selina Jörg              | JekaterinaTudegeschewa | Ina Meschik                |
| 16. Januar 2016   | Davos             | Big Air               | Kateřina Vojáčková       | Manon Suffys           | Arianna Cau                |
| 26. Januar 2016   | Vars              | Slopestyle            | Sofja Fjodorowa          | Chloe Sillieres        | Kateřina Vojáčková         |
| 27. Januar 2016   | Vars              | Slopestyle            | Sofja Fjodorowa          | Lucie Silvestre        | Chloe Sillieres            |
| 29. Januar 2016   | Stara Płanina     | Parallelslalom        | Carolin Langenhorst      | Melanie Hochreiter     | Corinna Boccacini          |
| 30. Januar 2016   | Stara Płanina     | Parallel-Riesenslalom | Anastassija Kurotschkina | Elisa Profanter        | Ramona Theresia Hofmeister |
| 30. Januar 2016   | Grasgehren        | Snowboardcross        | Hanna Ihedioha           | Sofia Belingheri       | Raffaella Brutto           |
| 20. Februar 2016  | Lenzerheide       | Parallelslalom        | Sabine Schöffmann        | Patrizia Kummer        | Ladina Jenny               |
| 21. Februar 2016  | Lenzerheide       | Parallelslalom        | Sabine Schöffmann        | Eri Yanetani           | Daniela Ulbing             |
| 20. Februar 2016  | Seiser Alm        | Slopestyle            | Kateřina Vojáčková       | Nadja Flemming         | Louise Nordström           |
| 21. Februar 2016  | Seiser Alm        | Slopestyle            | Babs Barnhoorn           | Kateřina Vojáčková     | Margherita Meneghetti      |
| 23. Februar 2016  | Davos             | Halfpipe              | Berenice Wicki           | Ramona Petrig          | Leilani Ettel              |
| 24. Februar 2016  | Davos             | Halfpipe              | Ramona Petrig            | Leilani Ettel          | Berenice Wicki             |
| 8. März 2016      | Kopaonik          | Slopestyle            | Sofja Fjodorowa          | Kateřina Vojáčková     | Vesna Kajzer               |
| 9. März 2016      | Kopaonik          | Big Air               | Zuzana Medlová           | Kateřina Vojáčková     | Eva Kralj                  |
| 12. März 2016     | Puy-Saint-Vincent | Snowboardcross        | Raffaella Brutto         | Julia Lapteva          | Muriel Jost                |
| 13. März 2016     | Puy-Saint-Vincent | Snowboardcross        | Raffaella Brutto         | Manon Petit            | Gaia Tarasco               |
| 18. März 2016     | Lenk              | Snowboardcross        | Sofia Belingheri         | Manon Petit            | Caroline Weibel            |
| 19. März 2016     | Lenk              | Snowboardcross        | Julia Lapteva            | Manon Petit            | Kristina Neussner          |
| 19. März 2016     | Gerlitzen         | Parallel-Riesenslalom | Sabine Schöffmann        | Ladina Jenny           | Ina Meschik                |
| 20. März 2016     | Gerlitzen         | Parallel-Riesenslalom | Ina Meschik              | Julie Zogg             | Sabine Schöffmann          |
| 23. März 2016     | Rogla             | Parallel-Riesenslalom | Ekaterina Khatomchenkova | Larissa Gasser         | Claudia Riegler            |
| 24. März 2016     | Rogla             | Parallelslalom        | Ina Meschik              | Julie Zogg             | Ladina Jenny               |
| 24. März 2016     | Rogla             | Slopestyle            | Sofja Fjodorowa          | Kateřina Vojáčková     | Kaja Verdnik               |
| 26. März 2016     | Ratschings        | Parallelslalom        | Ladina Jenny             | Julie Zogg             | Milena Bykowa              |
| 27. März 2016     | Ratschings        | Parallelslalom        | Jelisaweta Salichowa     | Stefanie Müller        | Elisa Profanter            |
| 2. April 2016     | Jasná             | Slopestyle            | Zuzana Medlová           | Sofja Fjodorowa        | Paola Blašković            |
| 3. April 2016     | Jasná             | Slopestyle            | Kateřina Vojáčková       | Sofja Fjodorowa        | Zuzana Medlová             |
| 8. April 2016     | Bad Gastein       | Snowboardcross        | Francesca Gallina        | Alexandra Hasler       | Caterina Carpano           |
| 9. April 2016     | Bad Gastein       | Snowboardcross        | Francesca Gallina        | Deborah Pleisch        | Manon Petit                |
| 20. April 2016    | Sils              | Slopestyle            | Elena Könz               | Isabel Derungs         | Celia Petrig               |
| 22. April 2016    | Sils              | Big Air               | Kateřina Vojáčková       | Isabel Derungs         | Elena Könz                 |

### Gesamtwertungen Frauen
| Rang | Name                       | Punkte |
| ---- | -------------------------- | ------ |
| 1    | Julie Zogg                 | 2781   |
| 2    | Ladina Jenny               | 2571   |
| 3    | Ina Meschik                | 2440   |
| 4    | Elisa Profanter            | 2220   |
| 5    | Ramona Theresia Hofmeister | 2015   |
| 6    | Sabine Schöffmann          | 1910   |
| 7    | Ekaterina Khatomchenkova   | 1600   |
| 8    | Jelisaweta Salichowa       | 1550   |
| 9    | Milena Bykowa              | 1547,5 |
| 10   | Stefanie Müller            | 1450   |

| Rang | Name                       | Punkte |
| ---- | -------------------------- | ------ |
| 1    | Ina Meschik                | 1440   |
| 2    | Julie Zogg                 | 1246   |
| 3    | Ladina Jenny               | 1140   |
| 4    | Ekaterina Khatomchenkova   | 1120   |
| 5    | Selina Jörg                | 1000   |
| 6    | Sabine Schöffmann          | 910    |
| 7    | Elisa Profanter            | 885    |
| 8    | Ramona Theresia Hofmeister | 830    |
| 9    | Larissa Gasser             | 804    |
| 10   | Milena Bykowa              | 795    |

| Rang | Name                       | Punkte |
| ---- | -------------------------- | ------ |
| 1    | Julie Zogg                 | 1535   |
| 2    | Ladina Jenny               | 1431   |
| 3    | Elisa Profanter            | 1335   |
| 4    | Ramona Theresia Hofmeister | 1185   |
| 5    | Stefanie Müller            | 1126   |
| 6    | Nadya Ochner               | 1036,5 |
| 7    | Patrizia Kummer            | 1025   |
| 8    | Sabine Schöffmann          | 1000   |
| 9    | Ina Meschik                | 1000   |
| 10   | Jelisaweta Salichowa       | 865    |

| Rang | Name              | Punkte  |
| ---- | ----------------- | ------- |
| 1    | Manon Petit       | 2170    |
| 2    | Francesca Gallina | 1933,05 |
| 3    | Julia Lapteva     | 1797    |
| 4    | Sofia Belingheri  | 1698    |
| 5    | Raffaella Brutto  | 1645    |
| 6    | Hanna Ihedioha    | 1276    |
| 7    | Deborah Pleisch   | 1165    |
| 8    | Kristina Neussner | 1140    |
| 9    | Sarah Devouassoux | 1125    |
| 10   | Alexandra Hasler  | 1045    |

| Rang | Name                 | Punkte |
| ---- | -------------------- | ------ |
| 1    | Ramona Petrig        | 900    |
| 2    | Berenice Wicki       | 800    |
| 3    | Leilani Ettel        | 700    |
| 4    | Maisie Hill          | 450    |
| 5    | Eva Kralj            | 425    |
| 6    | Kaja Verdnik         | 410    |
| 7    | Ida Raisanen         | 405    |
| 8    | Fiona Schurter       | 310    |
| 9    | Klementyna Kołodziej | 305    |
| 10   | Babet Bischof        | 275    |

| Rang | Name                | Punkte |
| ---- | ------------------- | ------ |
| 1    | Sofja Fjodorowa     | 3700   |
| 2    | Kateřina Vojáčková  | 3020   |
| 3    | Zuzana Medlová      | 1780   |
| 4    | Nadja Flemming      | 1360   |
| 5    | Paola Blašković     | 1215   |
| 6    | Babs Barnhoorn      | 1200   |
| 7    | Lea Jugovac         | 1130   |
| 8    | Jelena Ignjatov     | 1105   |
| 9    | Silvia Mittermüller | 900    |
| 10   | Lucie Silvestre     | 850    |

| Rang | Name               | Punkte |
| ---- | ------------------ | ------ |
| 1    | Kateřina Vojáčková | 1400   |
| 2    | Zuzana Medlová     | 645    |
| 3    | Lea Jugovac        | 635    |
| 4    | Isabel Derungs     | 400    |
| 4    | Manon Suffys       | 400    |
| 6    | Paola Blašković    | 370    |
| 7    | Arianna Cau        | 300    |
| 7    | Elena Könz         | 300    |
| 7    | Eva Kralj          | 300    |
| 10   | Ariane Burri       | 250    |